# Шарой (село)
Шарой, Шара (чечен. Шара, диал. Шуар) — село в Шаройском районе Чеченской Республики. Административный центр Шаройского сельского поселения, место расположения Шаройского историко-архитектурного комплекса.

## География
Село расположено на левом берегу реки Шароаргун, в 8 км к юго-западу от районного центра Химой.
Ближайшие населённые пункты: на юге — село Шикарой, на западе — село Цеси, на востоке — село Хакмадой, на севере — село Химой.

## История
В районе села выявлены многочисленные археологические памятники и разнообразные предметы относящиеся к железному и каменному веку. В одной из находок нашли предметы VI-IV вв. до н. э. (литые бронзовые фигурки людей, бронзовые монеты и др.).
Шарой в течение нескольких веков играло ведущую политическую и экономическую роль в котловине Шаройн-Орга, являясь одним из древнейших поселений на его территории.
Название села и этнонима сложились, вероятно, от шуьйра — широкий и гlо' — склон, то есть «широкий склон».
Жители Шароя и близлежащих населённых пунктов составляют один из чеченских тайпов — шарой.
В 1944 году, после депортации чеченцев и ликвидации Чечено-Ингушской АССР, селение Шарой было переименовано в Ватутинаул и заселено выходцами из соседнего Дагестана. После восстановления Чечено-Ингушской АССР населённому пункту было возвращено его прежнее название Шарой, а выходцы из Дагестана переселены обратно.
В черте села находится один из крупных замковых комплексов — Шаройский историко-архитектурный комплекс.

## Население
| 2002 | 2010 | 2012 | 2013 | 2014 | 2015 | 2016 |
| ---- | ---- | ---- | ---- | ---- | ---- | ---- |
| 203  | ↗311 | ↗343 | ↘323 | ↘314 | ↘300 | ↘283 |
| 2017 | 2018 | 2019 | 2020 | 2021 | 2023 | 2024 |
| ↗310 | ↗330 | ↘328 | ↗330 | ↘311 | ↗320 | ↗333 |

Национальный состав
Национальный состав населения села по данным Всероссийской переписи населения 2010 года:
| Народ   | Численность, чел. | Доля от всего населения, % |
| ------- | ----------------- | -------------------------- |
| чеченцы | 305               | 98,07 %                    |
| другие  | 6                 | 1,93 %                     |
| всего   | 311               | 100,00 %                   |

## Достопримечательности
В Шарое первоначально была крепость, где доминировали семь массивных оборонительных башен и имелось несколько жилых башен. Эта раннесредневековая крепость стояла на возвышенном месте, на пересечении основных путей из Аргунского ущелья в Чеберлой, Кахетию и Дагестан. Башни были включены в единую сторожевую (сигнальную) систему чеченцев, сложившуюся в XII—XIV веках.
Жилые башни были взорваны после депортации чеченцев в 1944 году. Одна из оборонительных башен была разрушена российской бомбардировкой в 1995 году, во время Первой русско-чеченской войны.
На одной из раннесредневековых построек Шароя заметен древний петроглиф, изображающий человека с собакой; камень значительно древнее самой постройки и, по всей видимости, может относиться к кобанской эпохе.

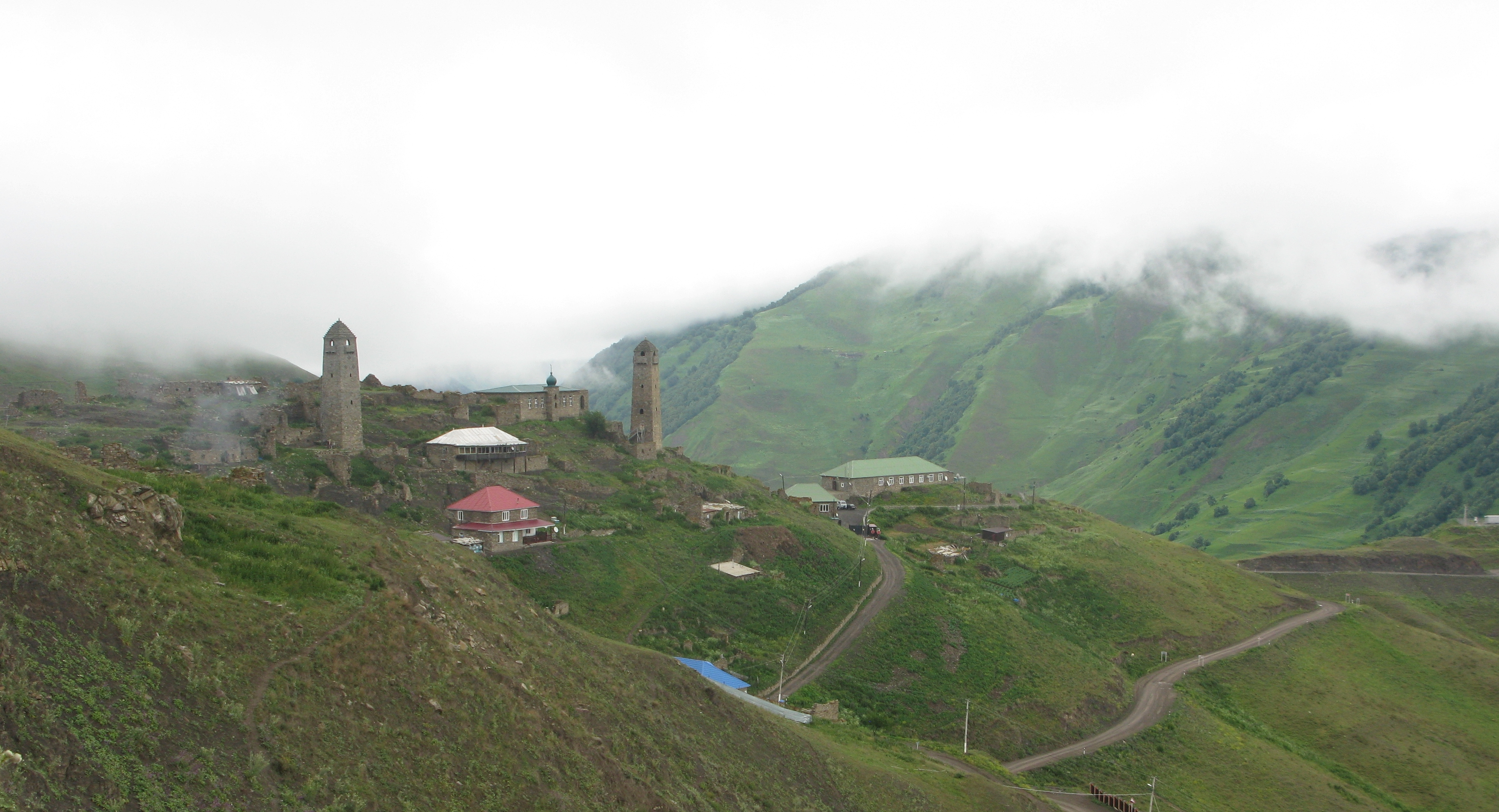
Шарой

Шаройский историко-архитектурный комплекс — объект культурного и исторического наследия федерального значения.
Восстановление объектов комплекса, включающего мечеть, 7 боевых и 33 жилых башен, была начата по поручению Главы Чечни Рамзана Кадырова в июле 2019 года, и уже к концу сентября были полностью восстановлены боевые башни,
кроме двух из которых, все остальные возведены с нуля по сохранившимся сведениям. Башням возвращены уникальные петроглифы и цельные арочные проёмы. При воссоздании аульной мечети, которая в прошлом неоднократно перестраивалась, использованы глиняные растворы, известь и дерево.

## Образование
- Шаройская муниципальная основная общеобразовательная школа[24].

## Галерея

фото из работы Бруно Плечке, 1927—1928 гг.
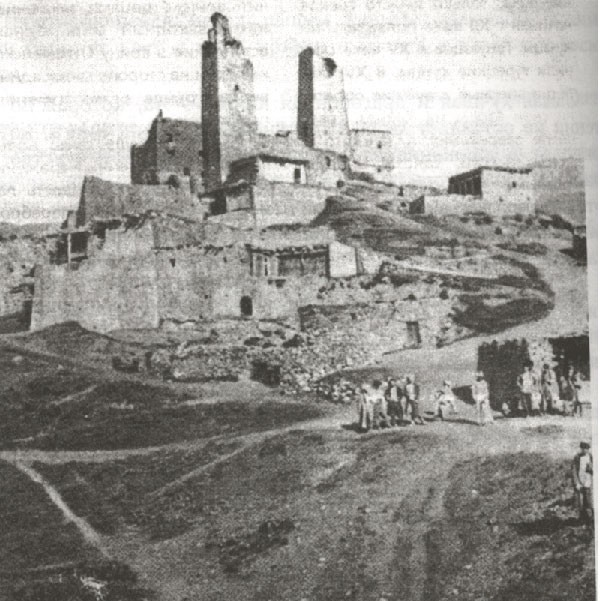
Крепость в ауле Шарой в 1897 году, фото Деши Морица
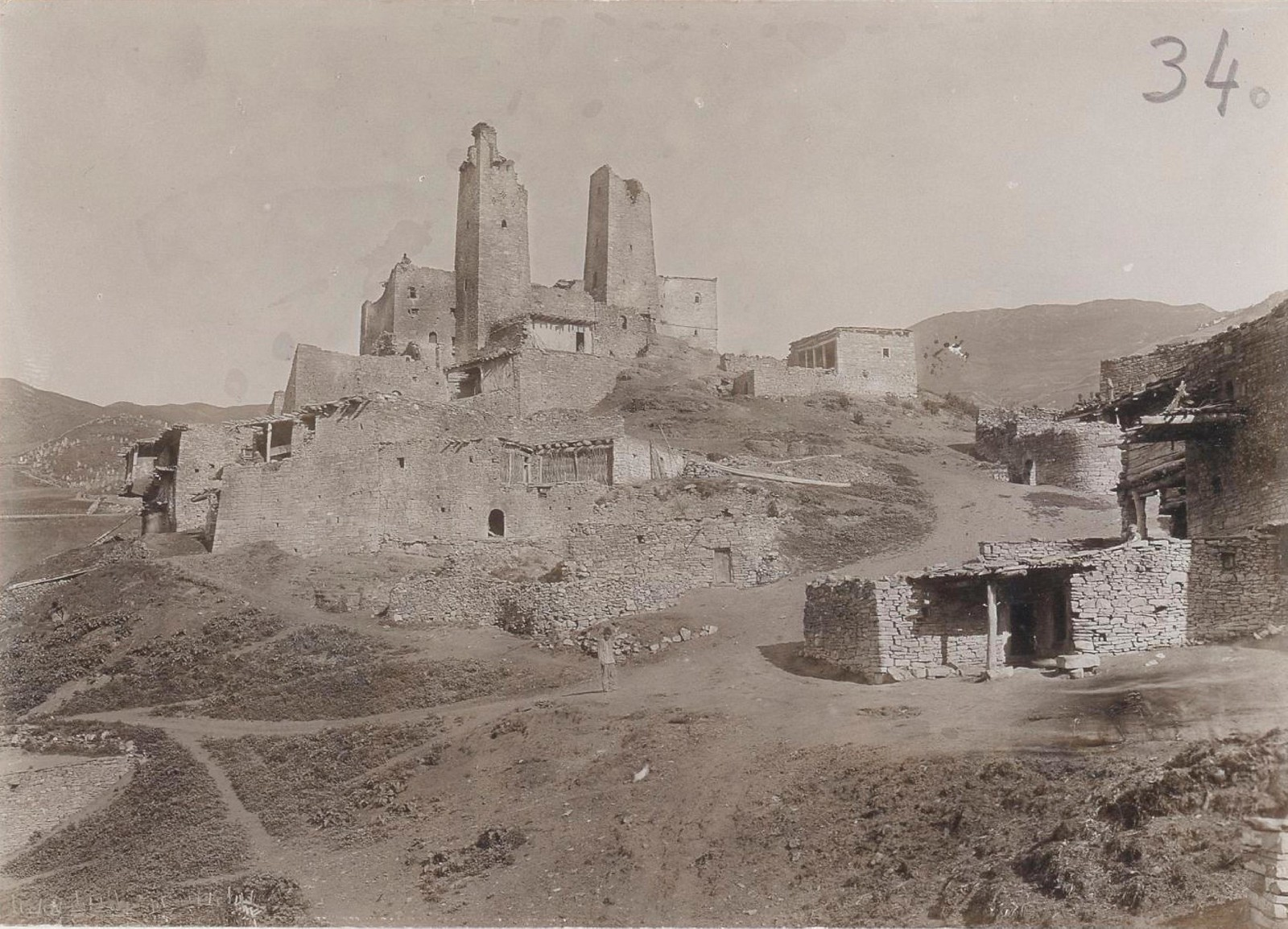
Шарой в 1897 году, фото Деши Морица
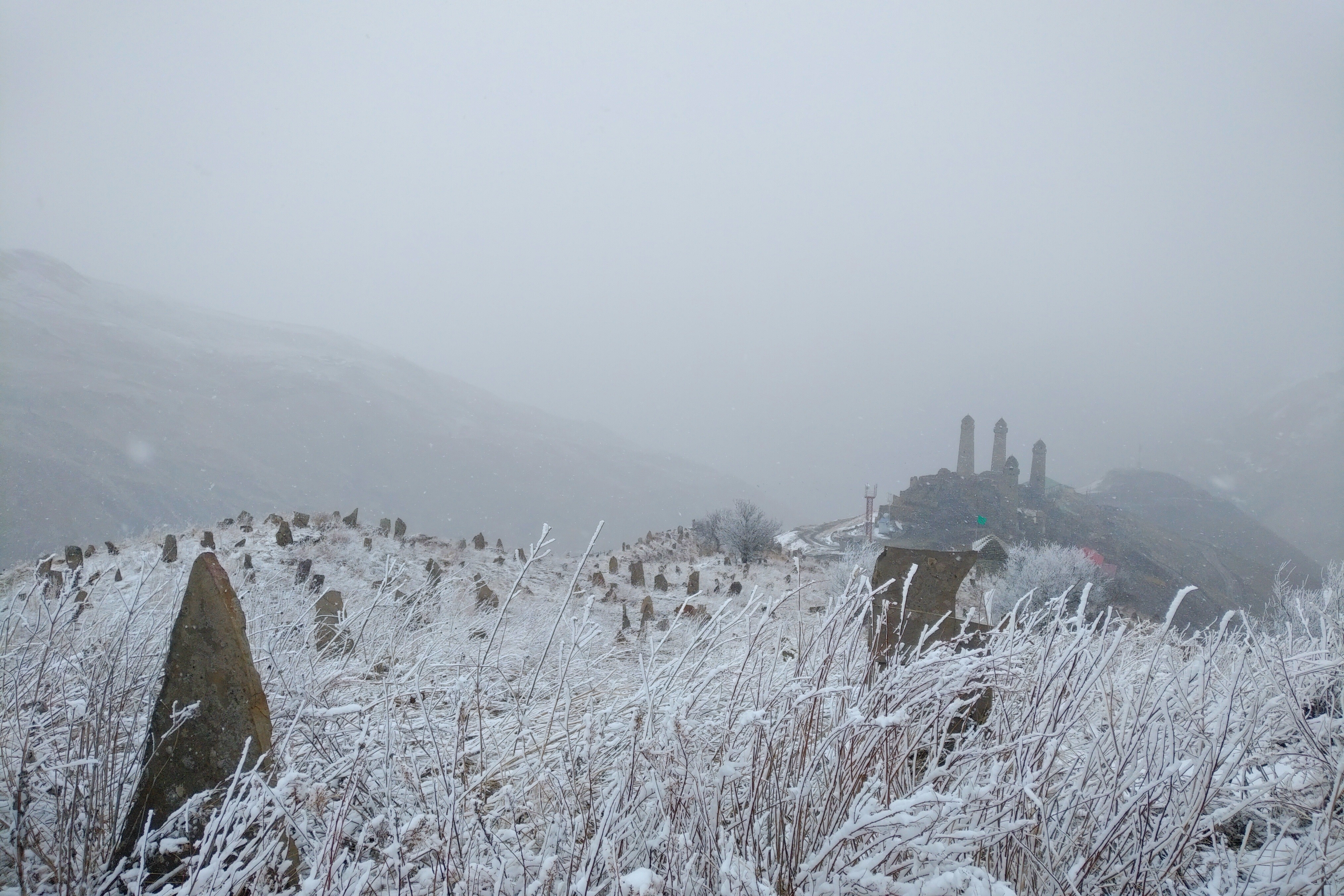
Шаройский архитектурный комплекс в зимой.